# アート・シモンズ
アート・シモンズ（Art Simmons、1926年2月5日 - 2018年4月23日）は、アメリカのジャズ・ピアニスト。
シモンズは1926年2月、ウェストバージニア州グレンホワイトに生まれた。1946年、米軍に勤務しながらバンドで演奏し、戦後はドイツに留まって音楽を学び、1949年にパリへと移住した。そこでパリ音楽院とエコールノルマル音楽院で学び、パリ・ジャズ・フェスティバルでチャーリー・パーカーやケニー・クラークと共演した。彼はまた、アーロン・ブリジャース、ドン・バイアス、ロバート・マヴォンジー、ネルソン・ウィリアムスとも共演している。1951年にはリングサイド・クラブにおいて自身のグループを率いた。1950年代初頭にはディジー・ガレスピーやクインシー・ジョーンズと共演し、バーティス・レディングのような歌手とともにロンドンをツアーしている。マーズ・クラブの常駐ピアニストとして、ミシェル・ゴードリー、ピエール・カラズ、エレク・バクシクらと共演し、カーメン・マクレエやビリー・ホリデイ（1958年）などのツアー歌手の伴奏も務めた。1960年代初頭には、アート・テイラーとデュオで演奏した。
シモンズはバークレー・レコードのために編曲の仕事も手掛けた。1971年にはスペインで演奏。その後、アメリカに戻り引退した。彼は2018年4月23日、ウェストバージニア州ベックリーの自宅にて92歳で亡くなった。

## ディスコグラフィ

### リーダー・アルバム
- Boogie Woogie (1955年、Mercury Wing)
- Art Simmons Quartet (1956年、Boîte à Musique LD320)
- Piano Duet (1966年、Polydor) ※with ジャック・ディーヴァル
- Pianos Duet (1969年、Columbia) ※with ジャック・ディーヴァル
- 『シャンゼリゼのピアノ』 - Piano Aux Champs Elysées (2001年、Gitanes Jazz Productions/EmArcy/Universal) ※1956年録音。ロネル・ブライトとのカップリング